# Gene Samuel

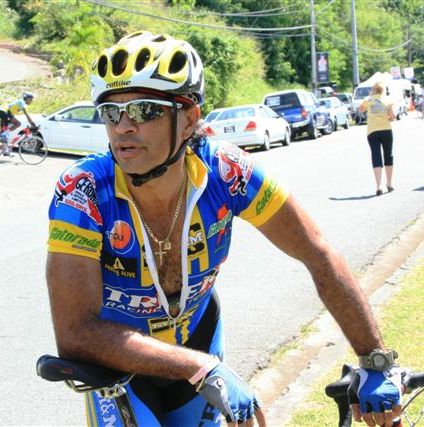
Gene Samuel (2008)

Eugene „Gene“ Samuel (* 14. Oktober 1961) ist ein ehemaliger Radrennfahrer aus Trinidad und Tobago.

## Sportliche Laufbahn
1984 gewann er das Zeitfahren bei den Panamerikanischen Meisterschaften. 1986 gewann er das 1000-Meter-Zeitfahren bei den Zentralamerika- und Karibikspielen sowie den Sprint. 1987 belegte Gene Samuel bei den Panamerikanischen Spielen in Indianapolis den zweiten Platz im 1000-m-Zeitfahren, vier Jahre später in Havanna gewann er diese Disziplin und weitere vier Jahre später wurde er in Mar del Plata wiederum Dritter. 1991 belegte er bei den Bahn-Weltmeisterschaften in Stuttgart den dritten Platz über den Kilometer der Amateure.
Viermal nahm Samuel zwischen 1984 und 1996 an Olympischen Sommerspielen teil. Bei den Olympischen Sommerspielen 1984 in Los Angeles belegte er im Zeitfahren den vierten Platz. Bei den Spielen 1996 in Atlanta war er Fahnenträger der Nationalmannschaft.
Gene Samuel gewann insgesamt 65 nationale Titel in den Bahndisziplinen Sprint, 1000-Meter-Zeitfahren, Punktefahren, in der Einerverfolgung und über die zehn Meilen (Scratch). 2008 wurde er Dritter der nationalen Straßenmeisterschaften. Im selben Jahr gewann er den „Easter Grand Prix“ in seinem Heimatland.

## Nach dem Sport
Heute betreibt Samuel, genannt „Bike Doctor“, ein Fahrradgeschäft in Port of Spain und betreut ein eigenes Team. Auch sein Sohn Gevan Samuel ist erfolgreicher Rennfahrer, der gelegentlich Rennen gegen seinen eigenen Vater fährt.
Im Januar 2016 wurde Gene Samuel überfallen, als er an seinem Wagen einen defekten Reifen auswechselte. Die Täter bedrohten ihn mit einer Schusswaffe und raubten ihm Schmuck und Bargeld. Als sie erneut auf ihn zielten, zog Samuel seine eigene Waffe, schoss mehrfach auf einen der Täter und verletzte ihn.